# Georg von Küchler
Georg Wilhelm Friedrich Karl von Küchler (30 de maio de 1881 - 25 de maio de 1968) foi um marechal-de-campo do exército alemão durante a Segunda Guerra Mundial, nascido em Philippsruhe castelo perto de Hanau.
No início da Segunda Guerra Mundial, Küchler recebe o comando do 3º Exército, conquista Graudenz e rapidamente ultrapassa os rios Bug e Narew tomando parte no cerco a Varsóvia. Em 30 de setembro é condecorado com a cruz de ferro. No inverno, Küchler se recusa a ordenar que seus soldados persigam os judeus e os civis polacos. Isso levou a sua demissão do comando e foi transferido como comandante do 18º Exécito.
Küchler comandou o 18º Exército em 1940 durante a invasão dos Países Baixos, foi capaz de derrotar o exército holandês e continuou com a Bélgica. O exército de Küchler derrotou os belgas, teve a Antuérpia e depois foi transferido para França. O 18º Exército terminou esta fase da guerra em Pas de Calais no cerco Dunquerque. Com o seu papel nesta campanha, ele ganhou a patente de coronel-geral.
Küchler se tornou comandante do Grupo norte do Exército após o Marechal Wilhelm Ritter von Leeb ser demitido de seu comando. Von Küchler, ao contrário de seu antecessor Leeb, era visto como estando politicamente nos conformes e quem gostou dele foi Adolf Hitler, que esperava que von Küchler teria sucesso onde Leeb tinha falhado.
Küchler comandou o Grupo de Exércitos Norte de dezembro de 1941 a Janeiro de 1944, mas foi incapaz de alcançar qualquer vitória em Leningrado. Ele manteve o cerco de Leninegrado, lançou bombardeamentos maciços em uma tentativa de intimidar os soviéticos e forçar o Exército Vermelho a rendição. Em janeiro de 1944 as tropas soviéticas foram capazes de quebrar o bloqueio de Leningrado, e Küchler foi demitido quando ele exigiu a retirada do Exército necessário para salvar Grupo Norte.
No final da II Guerra Mundial Küchler foi detido pelas autoridades da ocupação americana e julgado por um tribunal militar em 1948, no Alto Comando Trial. Küchler foi condenado a vinte anos de prisão por crimes contra a humanidade, mas cumpriu apenas oito anos, sendo libertado antes, em 1953, devido a doenças e a velhice. Ele faleceu em Garmisch-Partenkirchen, em 1968.